# IIris (spectacle)
IIris (deux Iris) est un spectacle de danse contemporaine de Philippe Decouflé. C'est « une fantaisie en vrac dans un monde austère ».

## Présentation générale
Ce spectacle est composé de tableaux chorégraphiques sans suite logique sans pour autant perdre le spectateur. Le décor mêle un ancien intérieur japonais et une scène de rue. Ces deux scènes deviennent vivantes grâce aux danseurs de multiples nationalités (chinois, japonais, français). Les scènes emmènent dans des mondes différents et singuliers (le monde de la BD, un kaléidoscope ou même dans un tableau d’ombres chinoises...).
Dans ces tableaux très différents, il y a une évolution des danseurs tout au long du spectacle. Découflé arrive à faire cohabiter les images (bandes vidéo qui d'ailleurs font beaucoup penser à certaines bandes vidéos qui se trouvent dans l'exposition Sons et lumières à Beaubourg), les sons et musiques (joués et créés par Claire Diterzi et publiés dans l'album Iris en 2004 et certaines reprises dans Boucle en 2006) et la danse devient plus une expérience qu'un spectacle.
Comme dans tous ses spectacles, Philippe Decouflé emmène son public dans un monde imaginaire et poétique, passant de la danse pure à des éléments du domaine du cirque (qui fut sa formation initiale) ou de la création vidéographique.

## DVD
- Kaléidoscope, DVD qui retrace 20 ans de la carrière du chorégraphe et présentant notamment Iiris